# 左藤惠
左藤惠（日语：／ Satō Megumu */?，1924年2月28日—2021年1月9日），日本男性政治人物。曾任众议院议员、国土厅长官、邮政大臣、法務大臣等职。

## 生平
大阪府出身。1945年9月毕业于京都帝国大学法学部。同年10月进入递信院工作。1969年当选众议院议员。1984年11月至1985年12月，担任邮政大臣。1990年12月至1991年11月，在第二次海部改造内阁出任法务大臣。1994年短暂出任国土厅长官。2000年退出政界。2003年至2009年，担任大谷学园学园长。2021年1月9日因心脏衰竭在大阪市天王寺区的医院逝世。